# Phare du Millier
Le phare du Millier est une maison-phare située sur le cap Sizun à l’entrée sud de la baie de Douarnenez sur la commune de Beuzec-Cap-Sizun dans le Finistère.

## Caractéristiques
Construit à l'extrémité d'un cap dont il borde la falaise, la lanterne se trouve perchée à 34 mètres au-dessus de la mer. Le bâtiment se présente sous la forme d’une tour à demi encastrée dans la maison de gardien.
Il est propriété de l'État, son électrification date de 1965 et a été automatisé en 1993. 
Hauteur totale : 8,40 m, 36,60 m au-dessus du niveau de la mer. Feu d’horizon à secteurs blanc, vert et rouge à 2 occultations toutes les 6 secondes, produit par une lampe halogène de 180 W –24V. Portée lumineuse : 12 milles nautiques. 1881: La source lumineuse est une simple lampe à mèche à pétrole. 1911 : Un manchon remplace la mèche. 1932 : Le feu devient à occultations. Il fonctionne au pétrole. 1940 – 1945 : L’optique du feu est enlevée et le feu transformé en mirador par les Allemands. 1965 : Le feu est électrifié. Aujourd’hui, le feu est télécontrôlé depuis le Centre d’Exploitation et d’Intervention de Brest.

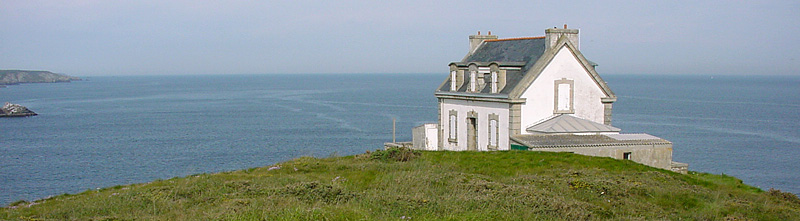
Le phare vu du chemin côtier.

## Construction
Murs en granite, couverture en ardoise pour la maison, en zinc pour la lanterne. Rambarde autour du chemin de ronde en fer forgé, agrémentée du symbole du service des Phares et Balises. Une citerne d’eau accolée à la maison.

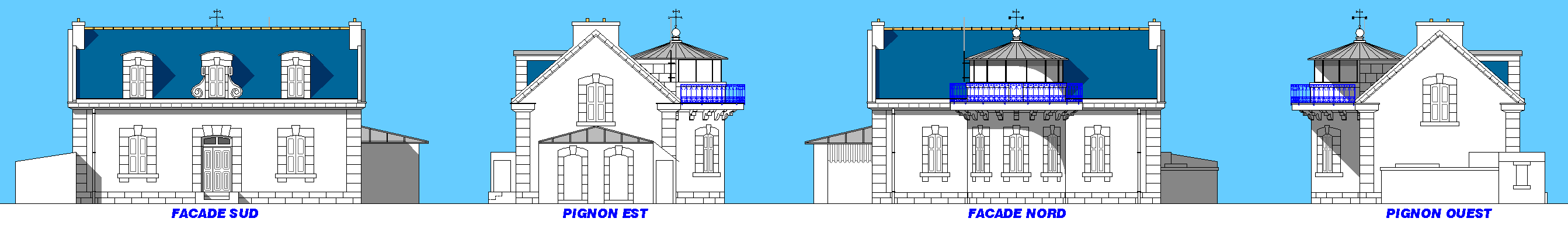
Plans des façades du phare.